# 城口小檗
城口小檗（学名：Berberis daiana）为小檗科小檗属下的一个种。

## 扩展阅读
- 維基物種上的相關：城口小檗